# Pelocoris biimpressus
Pelocoris biimpressus är en insektsart som beskrevs av F. Jules Montandon 1898. Pelocoris biimpressus ingår i släktet Pelocoris och familjen vattenbin. Inga underarter finns listade i Catalogue of Life.